# Pont-de-Poitte
Pont-de-Poitte – miejscowość i gmina we Francji, w regionie Burgundia-Franche-Comté, w departamencie Jura.
Według danych na rok 1990 gminę zamieszkiwało 638 osób, a gęstość zaludnienia wynosiła 91 osób/km² (wśród 1786 gmin Franche-Comté Pont-de-Poitte plasuje się na 253. miejscu pod względem liczby ludności, natomiast pod względem powierzchni na miejscu 638.).